# Ivan Havlíček
Ivan Havlíček (2. února 1945 – 25. listopadu 2023) byl český fyzik a politik, v letech 1996 až 2002 senátor za senátní obvod č. 6 – Louny, člen ČSSD.

## Vzdělání, profese arodina
Po maturitě na rakovnickém gymnáziu vystudoval Matematicko-fyzikální fakultu Univerzity Karlovy, po studiu pracoval jako vědecký pracovník oboru fyziky polymerů. Napsal několik odborných publikací. Později vyučoval matematiku na Vysoké škole finanční a správní a vedl katedru matematiky a statistiky.
Byl ženatý, měl tři děti. Zemřel dne 25. listopadu 2023 ve věku 78 let.

## Politická kariéra
Členem ČSSD se stal v roce 1990. Působil jako hospodářský tajemník ČSSD.
Ve senátních volbách 1996 jej občané zvolili senátorem za Lounsko a Rakovnicko, přestože v první kole jej porazil kandidát ODS Karel Suchopárek v poměru 37,54 % ku 23,71 % hlasů, ale ve druhém kole měl větší podporu kandidát sociální demokracie, když získal 55,86 % všech platných hlasů. V letech 1998–2000 zastával funkci místopředsedy horní komory. Pozornost médií se na něj upřela v roce 1999, kdy se o něm psalo v souvislosti s kampaní k volbách v roce 1996, kdy byl ve funkci hospodářského tajemníka ČSSD a jeho strana zatajila, že ji sponzoroval Chemapol prostřednictvím poukázek na odběr pohonných hmot. Pracoval ve Výboru pro hospodářství, zemědělství a dopravu. Ve volbách 2002 mandát obhajoval, avšak nepostoupil ani do druhého kola se ziskem 14,10 %.
V roce 2006 kandidoval do Poslanecké sněmovny ve Středočeském kraji, ale nebyl zvolen.